# Malinga
Malinga är en bok av Artur Lundkvist utgiven 1952. Det är en bok som med lyrisk prosa blandar verkliga och fiktiva reseskildringar med noveller och aforismer på ett gränsöverskridande sätt.
Boken inleds med den satiriska titelberättelsen om det underliga landet Malinga och fortsätter sedan med verkliga reseskildringar från bland annat Indien, Afrika, Italien och Sydamerika. Därefter följer en rad längre och kortare prosastycken, bland annat de självbiografiskt färgade novellerna Minnets källa och landskap och Den första staden. I boken ingår även ett avsnitt med afolyrismer, det vill säga lyriska aforismer, en uttrycksform som Lundkvist även i senare böcker gärna ägnade sig åt.
Boken blev en stor kritikerframgång.